# Marcegaglia

Firmengelände in Gazoldo degli Ippoliti

Marcegaglia ist ein italienischer Mischkonzern mit Schwerpunkt in der Stahlverarbeitung. Weitere Tätigkeitsfelder liegen in geringem Umfang in den Bereichen Verbundwerkstoffe, Stromerzeugung und Immobilien.

## Geschichte

### Die Ursprünge und die Entwicklung in Italien und weltweit
Die Geschichte der Marcegaglia-Gruppe begann 1959, als Steno Marcegaglia († 10. September 2013), damals knapp unter dreißig Jahre alt, zusammen mit einem Teilhaber durch die Firma Marcegaglia-Caraffini di Gazoldo degli Ippoliti (Mantua) einen handwerklichen Betrieb übernahm, der Bewässerungsrohre und Metallschienen für Rollläden herstellte.
Vier Jahre später wurde in Contino di Volta Mantovana die Firma Ipas gegründet, die mit etwa zehn Mitarbeitern gezogene Stangen aus Flach- und Rundstahl fertigte. In Gazoldo degli Ippoliti, wo bereits etwa 30 Mitarbeiter mit der Produktion von offenen Profilteilen beschäftigt waren, wurde indes mit der Fertigung der ersten Rohre aus kaltgewalztem Bandstahl begonnen. Ab 1963 wurden die Produktionstätigkeiten dieser kleinen Betriebe durch fortlaufende Investitionen gestärkt und ausgebaut. 1969 wurde ein neues Walzwerk zur Fertigung von kaltgewalztem Bandstahl erworben.
1974 errichtete das Werk in Gazoldo degli Ippoliti weitere 250.000 Quadratmeter Werkshallen. Das Produktionssortiment wurde diversifiziert und durch die Hinzunahme von Rohren aus warmgewalztem Bandstahl erweitert. 1978, nach Übernahme der Firma Laminatoi Meridionali in Arzano (Napoli), begann die Marcegaglia-Gruppe mit dem Werb von in Schwierigkeiten befindlichen Produktionsbetrieben, die saniert und wettbewerbsfähig gemacht wurden.
1982, als die Gesamtanzahl der Mitarbeiter bereits 640 erreicht hatte, wurde in Casalmaggiore das zweitwichtigste Werk der Gruppe errichtet und mit den technologisch modernen Anlagen von „Oto Mills“ aus Boretto (Reggio Emilia) ausgerüstet. Dieses zusammen mit anderen Teilhabern 1979 übernommene Unternehmen übernahm im weiteren Verlauf eine Schlüsselrolle bei der technischen Innovation der Produktionsstätten der Marcegaglia-Gruppe.
1983 wurden drei weitere Unternehmen übernommen: Die Firma Lombarda Tubi in Lomagna (Lecco), die Firma Saom in Boltiere (Bergamo) und die Firma Trisider in Tezze (Vicenza). Der Gesamtumsatz des „Made in Marcegaglia“ war 1983 auf nunmehr 175 Millionen Euro gestiegen, und es wurden über 860 Mitarbeiter beschäftigt. Die Unternehmensgruppe wurde weiterhin persönlich von Steno Marcegaglia geleitet, unterstützt von seiner Frau Palmira Bazzani, und später auch von den Kindern Antonio und Emma. 1984 wurde die Struktur der Gruppe anhand eines internen Sanierungsplans umgestaltet. In der neugegründeten Firma Marcegaglia Spa fusionierten die ehemalige Metallurgica Marcegaglia, die ehemalige Ipas und die ehemalige Tubi Acciaio. Die Firma Lombarda Tubi übernahm die ehemalige Saom, während Trisider und Oto Mills ihre Unternehmensautonomie im Bereich Vertrieb und Ingenieurwesen beibehielten.
1985 baute die Marcegaglia-Gruppe durch die Übernahme von drei bedeutenden Unternehmen der Maraldi-Gruppe ihre industriellen Tätigkeitsbereiche weiter aus: Firma Maraldi in Ravenna, Firma Forlisider in Forlimpopoli (Forlì) und Firma Salpa in Cervignano del Friuli (Udine), alle spezialisiert auf die Fertigung von Rohren für Wasser-, Gas- und Methanleitungen, welche anschließend in den neuen Marcegaglia-Werken in Forlì, Cervignano und Ravenna umgewandelt und verarbeitet wurden.
1985, nach Übernahme der Firma Cct in Santo Stefano Ticino (Mailand), wurde auch die im Bereich der Fertigung von Rohren aus warmgewalztem Bandstahl tätige Firma Profilnastro in Dusino San Michele (Asti) übernommen, die sich zum damaligen Zeitpunkt im gerichtlichen Sanierungsverfahren befand. Die Verwaltung der aus der Rekonvertierung entstandenen Unternehmen, die Kontrolle der Teilhaberschaften der Gruppe in Industriebetrieben, die nicht aus der Hüttenindustrie stammen, und die Verwaltung eines bedeutenden Aktien- und Anleiheportfolios führten 1987 zur Gründung einer neuen Gesellschaft, der Firma Fingem Spa, die daraufhin zu einem Finanzdienstleister auf nationaler und europäischer Ebene wurde.
1987 kam Antonio Marcegaglia in das Unternehmen.
1988 wurde vom Credit Suisse die Insel Albarella an der Adriaküste erworben.
Antonio Marcegaglia trieb die Diversifizierung der Gruppe mit der Gründung der Bioindustrie Mantovane im Jahr 1988, durch Übernahme der Firmen Oskar in Osteria Grande (Bologna), der Nuova Omec, der Ennepi in Lugo di Romagna (Ravenna), der Imat in Fontanafredda (Pordenone), 1989 der CCT in Gallarate (VA) und der Elet.Ca in Capalle (FI) sowie der Gründung von Marcegaglia Impianti in Saronno (VA) im Jahr 1989 weiter voran. Im gleichen Jahr wurden auch Anteile der Firma Fergallo in Motteggiana (MN), der Firma SIM in Sant'Atto (TE) und der Firma Elletre in Montebello Vicentino (VI) erworben. 1991 erwarb die Gruppe die Firma Resco Tubi in Cusago (Milano) und die Firma OMF in Fiume Veneto (PN). 1994 erwarb sie die Firma Brollo Profilati in Desio (Mailand), die daraufhin in das ehemalige Breda-Gelände vor den Toren Mailands umzog, auf eine Gesamtfläche von 80.000 Quadratmetern, die 1996 erworben wurden. 1995 folgten die Firma ETA Euro Tubi Acciaio in Mailand und eine Beteiligung an der Firma Allu's in Sesto al Reghena (PN).
Die neue Betriebs- und Produktionskonstellation ermöglichte es der Gruppe, auch in den Bereichen der Haushaltsartikel aus Metall sowie der elektrostatischen Lackierung von Metallen und der Metallbauteile für die Haushaltsgeräteindustrie vertreten zu sein. Die metallurgische Abteilung wurde indes um die Fertigung von dünnen Edelstahlrohren und kaltgewalzten Profilen erweitert.
1996 wurde auch die Euro Energy Group zur Entwicklung von Anlagen für die Energiegewinnung durch erneuerbare Energien gegründet. Im Januar 1997 wurde die Firma Nuova Forsidera mit ihren Werken in Corsico (Mailand) und Albignasego (Padua) übernommen, die auf das Kaltwalzen, die Umwandlung und das Verzinken von Stahl spezialisiert sind. 1998 folgt die Gründung von „Boiler Expertise“ für die Planung und Fertigung von Industrie- und Heizkesseln.
Ebenfalls 1998 übernahm der Konzern die Firma Astra in Mezzolara di Budrio (BO); ferner wurde unter dem Namen Marcegaglia San Giorgio di Nogaro (Udine) das ehemalige Werk der Firma Siderplating übernommen, in dem Bleche auf Walzstraßen gefertigt werden. 1999 wurden die Firmen Morteo Nord in Pozzolo Formigaro (Alessandria) und Ponteggi Dalmine in Mailand übernommen.
Darauf folgte 2001 im Bereich Touristik die Übernahme der Ferienanlage Pugnochiuso im apulischen Vorgebirge des Gargano. Im Dezember 2001 wurde, nach einer innerhalb weniger Jahre getätigten Investition von ca. 500 Millionen Euro, ein neues Werk in Ravenna eröffnet: der zweitgrößte italienische Industriekomplex der Eisen- und Stahlbranche. 2002 wurde in Tarent auf dem ehemaligen Gelände der Firma Belleli die zweitgrößte Produktionsstätte in Süditalien, nach der in Potenza, in Betrieb genommen.
2003 expandierte der Bereich der Erzeugnisse für die Haushaltsgeräteindustrie durch die Übernahme der Firma BVB in San Lorenzo in Campo (Pesaro) weiter. 2004 erweiterte die Gruppe ihre Tätigkeit in der Touristikbranche, indem sie zusammen mit der Banca Intesa und der Ifil-Gruppe 49 % von Sviluppo Italia Turismo übernahm.
2007 zeichnete Antonio Marcegaglia Anteile am Kapital der Immobilienfirma Gabetti Property Solutions und vergrößerte sein Werk in Ravenna mit einer weiteren Investition von 300 Millionen Euro. Er expandierte im Energiesektor und nahm mit dem von ihm kontrollierten Unternehmen Arendi den Bereich Solarstrom in Angriff, um Photovoltaikelemente zu fertigen. Darüber hinaus erhöht er sein Engagement in der Touristikbranche durch die Übernahme der Geschäftsführung des Resorts Forte Village in Santa Margherita di Pula in Sardinien. Dazu kam wenig später der Ferienclub „Le Tonnare“ in Stintino in der Provinz Sassari. 2007 baute er auch das Werk in Boltiere (BG) aus. 2008 übernahm er die Hotelanlage Castel Monastero in Castelnuovo Berardenga (SI) und den Immobilienkomplex „Ex Arsenale“ auf La Maddalena (SS).

### Die Internationalisierung des Konzerns
1989 begann Antonio Marcegaglia die Internationalisierungspolitik der Marcegaglia-Gruppe.
1989 wurde Marcegaglia Deutschland Düsseldorf zur Vermarktung der Erzeugnisse des Konzerns auf dem deutschen Markt und den Märkten der nordeuropäischen Länder gegründet. Ferner wurden in Großbritannien in der Nähe von London die Firma United Stainless Steel und kurz darauf die Firma Marcegaglia U.K. für die Fertigung von geschweißten Rohren aus warm- und kaltgewalztem Band gegründet; 1997 dann Marcegaglia UK in Dudley, West Midlands.
1991 übernahm der Konzern in den Vereinigten Staaten die Firma The New Bishop Tube in Philadelphia und im Februar 1992 die Firma Damascus in Greenville, zwei Produktionsstätten, aus denen auch die auf die Edelstahlherstellung spezialisierte Damascus-Bishop Tube Company entstand.
1993 übernahm Marcegaglia den im Bereich der Vermarktung von Rohren und Edelstahlprodukten in Frankreich und den Benelux-Ländern tätigen belgischen Konzern Cotubel und gründete die Trading Company Central Bright Steel für die Vermarktung von geschweißten Rohren in Großbritannien. Diese begann 1997 auch mit der Produktion derselben im Gebiet von Birmingham. Im Sommer 1998 wurde eine große Industriefläche in Munhall in der Nähe von Pittsburgh erworben, um der neuen Marcegaglia USA Quartier zu geben, die anschließend auch die Damascus-Bishop Tube Company übernahm. In Bremen wurde im Rahmen eines Joint Venture mit der Arbed-Gruppe die erste Gesellschaft von Marcegaglia für die Produktion von Qualitätsstahl gegründet.
2000 wurde diese von der Earcanal-Gruppe aus Leioa übernommen. Nach dem Joint Venture mit Arbed traf die Marcegaglia-Gruppe 2004 eine Vereinbarung mit der Corus-Gruppe zur zehnjährigen gemeinsamen Verwaltung der Anlagen ihres englischen Stahlwerks in Teesside, wodurch sie sich die Lieferung zum Einkaufspreis von einer Million Tonnen Brammen pro Jahr für die Produktion von Coils und Blechen sicherte. Im gleichen Jahr wurde die Firma Oto Mills do Brasil in São Paulo gegründet.
2005 führte Antonio Marcegaglia den Ausbau der Firma Marcegaglia do Brasil fort und eröffnete im Juni den vierten Produktionsstandort der Gruppe im Ausland, um in Praszka Kühlschrankrohre, Isolierungspaneele und Trapezbleche herzustellen. Ein Jahr später kam, in 20 Kilometern Entfernung, der Standort von Kluczbork für die Produktion von Rohren und gezogenen Stangen hinzu. In Qatar gründete Marcegaglia 2007 die Firma Marcegaglia Gulf in Doha. Der Ausbau der Industrietätigkeiten wurde 2008 mit einer Expansion nach China weitergeführt, wo in Yangzhou, 350 km nordöstlich von Shanghai, das erste asiatische Werk für die Produktion von hochpräzisen Edelstahl- und Kohlenstoffstahlrohren gegründet wurde. Weiterhin entstand die Marcegaglia Romania in Cluj, und es begannen Arbeiten für eine neue Produktionsstätte in Wladimir.
Im Januar 2023 erwarb die Marcegaglia-Gruppe ein Elektrostahlwerk für rostfreie Stähle in Sheffield. Das Vorhaben umfasste auch ein Walzwerk für Walzdraht und ein Werk für Stabstahl, beide in Sheffield, ein Werk für Stabstahl in Richburg (Vereinigte Staaten) sowie ein Warmwalzwerk für Walzdraht und ein Werk für gezogenen Draht in Fagersta.
Im Jahr 2024 vervollständigt Marcegaglia seine Stahlproduktionskapazitäten mit dem Werk Fos-sur-Mer in Frankreich, das etwa 30 % des Stahlbedarfs der Gruppe decken kann.

## Tätigkeitsbereiche

### Die Marcegaglia-Gruppe heute
Die Marcegaglia-Gruppe ist in Italien und im Ausland mit 50 Gesellschaften und über ca. 6.500 Mitarbeitern (Stand 2012) in der metall- und stahlverarbeitenden Industrie und einer Reihe an diversifizierten Produktionsbereichen tätig. Der Konzern steht unter der Führung der Familie Marcegaglia und erwirtschaftete 2012 einen Umsatz von 4,2 Milliarden Euro.

### Die Metall- und Stahlverarbeitung
In ihren 50 Produktionsstätten in Italien und im Ausland (Europa, USA, Südamerika, Asien), die alle mit technologisch modernen Anlagen ausgerüstet sind, werden heute etwa 5 Millionen Tonnen Stahl pro Jahr verarbeitet und pro Tag ca. 5.000 Kilometer geschweißte Rohre, Profilteile, gezogene Stangen, Paneele, Bänder und Bleche aus Edelstahl, Kohlenstoffstahl und Aluminium in allen Größen und Stärken hergestellt, die im Fahrzeugbau, der Herstellung von Haushaltsgeräten, Wärmetauschern, Möbeln und Regalen eingesetzt werden, sowie im Bausektor und für große Infrastrukturen, im Bereich der Stahlbauarbeiten, in der Papierindustrie, der Lebensmittelindustrie usw.

### Die diversifizierten Tätigkeiten
Die Marcegaglia-Gruppe ist mit mehreren, kontrollierten Unternehmen auch in weiteren, breit gefächerten Industriesektoren und anderen Branchen vertreten, wie zum Beispiel: im Engineering mit der Planung und dem Bau von metall- und stahlverarbeitenden Anlagen und Werken, im Stahlbau und Bau von elektronischen Steuersystemen, in der Energiebranche mit der Planung und dem Bau von Kraftwerken zur Energiegewinnung durch die Nutzung von Biomassen, Produktion von Photovoltaiktechnologie; in der Ökologie mit Dienstleistungen für Unternehmen und Privatpersonen im Hinblick auf Sicherheit und Umweltschutz, in der Branche der Metallerzeugnisse mit der Herstellung von Besen, Bürsten und Schaufeln für die Reinigung im Haushalt, mit der Produktion von Kühlschlangen und Kondensatoren für die Haushaltsgeräteindustrie, in der Landwirtschaft mit der Verwaltung von landwirtschaftlichen Unternehmen und der Viehzucht, in der Touristik- und Immobilienbranche mit der Verwaltung von Ferienanlagen, Hotels und Ferienhäusern (Forte Village, Pugnochiuso, Albarella und Stintino).

### Gerichtliche Verfahren
2008 schloss die Firma Marcegaglia einen Vergleich mit der Staatsanwaltschaft und akzeptierte eine Geldstrafe in Höhe von 500.000 Euro plus 250.000 Euro Beschlagnahme bezüglich im Jahr 2003 gezahlter Schmiergelder in Höhe von 1.158.000 Euro an Lorenzo Marzocchi der Firma EniPower. Seine kontrollierte Aktiengesellschaft, die Firma N.e./C.c.t. spa, schloss einen Vergleich mit der Staatsanwaltschaft über eine Geldstrafe in Höhe von 500.000 Euro und 5.250.000 Euro Beschlagnahme.

## Bibliografie
- M. S. Sacchi: Die Marcegaglia-Gruppe voll in der Industrie. In: Corriere Economia. 28. Mai 2007.
- Elena Luberto: Il signore dell’acciaio: l’avventura umana e imprenditoriale di Steno Marcegaglia. Marsilio, Venezia 2009, ISBN 978-88-317-9741-2.